# إسكندر يوسف الحايك
إسكندر يوسف الحايك رحالة ومؤلف شامي.

## حياته
ولد في لبنان بإحدى قرى متصرفية جبل لبنان وتحديداً في قرية بيت شباب.
ألف كتاباً جمع فيه مذكرات رحلته التي قام بها في فترة الحكم العثماني وماحملت في طياتها من الخطورة والمغامرة الشيء الكثير وقد استمرت مائة وثلاثين يوماً، مرافقاً ومترجما، مع خمسة عشر رجلاً من لبنان يطلق عليهم رجال الحملة للسائحباسيلوس كورباه أحد رجال الحكم القيصري الروسي، الذي وصل المشرق العربي، لغاية سياسية، وقد طلب من الحايك ذلك، وكان ذلك عام 1914م وقبيل الحرب العالمية الأولى. فانطلق الحايك وكورباه، من القاهرة برحلتهما الخطرة ومغامرتهما الكبيرة، التي قطعوا خلالها البوادي والجبال والوديان والسهول وعلى ظهر الخيل بتاريخ 11 اذار وإنتهت هذه الرحلة بوداع رفيقه الروسي في بيروت مساء 19 تموز حيث غادر باسيل من ميناء بيروت، على متن إحدى البواخر المتجهة إلى أوروبا. وفي 20 تموز عام 1914م، وصل إسكندر الحايك إلى مسقط راسه، قرية بيت شباب، وإلتقى بعائلته وأهله وأصدقائه. 
ثم بعد ذلك قام الحايك، بتدوين مذكرات الرحلة ويومياته، التي قضاها مع رفيقه الروسي، ووضعها في كتاب ونشره تحت عنوان رحلة في البادية.
حيث ذكر فيه المدن الكبيرة والقرى والانهر وكل من التقوا به سواء اكان عابر سبيل أو قاطع طريق أو امير قبيلة.كما ذكر فيه تقاليد وعادات أولئك الاقوام والطوائف.
هناك كتاب آخر تحت عنوان البدوي أو الحياة الفطرية في الصحاري العربية هو من منشورات مجلة مرآة الغرب.جمعه وبوبه ونسقه اسكندر يوسف الحايك ونشرته مطبعة البستاني - طريق الشام، بيروت، بلا تاريخ نشر، وعده ميشال جحا من مؤلفات الحايك، ويتكون الكتاب من خمسة فصول ومقدمة موجزة، يفيدنا فيها ان الكتيب يتناول حياة البدو في سيناء.وله كتاب آخر تحت عنوان دليل الحايك.